# Muxika
Muxika és un municipi de la província de Biscaia, País Basc, pertanyent a la comarca de Busturialdea-Urdaibai. L'actual configuració del municipi es remunta a 1966 quan Muxika es va annexionar els veïns municipis rurals d'Ibarruri i Gorozika, que van passar a ser barris del municipi.

## Topònim
L'actual municipi és hereu de l'antiga anteiglesia d'Ugarte de Múgica. Originalment l'anteiglesia s'anomenava San Vicente de Uharte, així consta en el primer document que l'esmenta. És la donació de 1082 de l'església de Sancti Vincenti de Vharthe (així consta en el document original en llatí) al Monestir de San Millán de la Cogolla. Ugarte és el nom del principal barri i capital actual del municipi. A principis del segle xiv sorgeix en territori de l'anteiglesia el llinatge dels Múgica (Muxica segons la grafia antiga castellana). El llinatge dels Múgica sorgeix arran d'una divisió del poderós llinatge dels Avendaño, que s'havia fet al llarg del segle anterior amb un patrimoni considerable a Àlaba i Biscaia.
Hurtado García de Avendaño, parent major del llinatge, va dividir les seves possessions entre els seus tres fills, i a un d'ells, Juan Galíndez, li va correspondre el solar de Muxika, on hi construeix la casa-torre de Múgica i comença un nou i poderós llinatge, els Muxica o Múgica. El solar i la casa-torre de Muxika se situaven en el barri de San Román de l'anteiglesia de San Vicente de Uharte, on controlava la ruta que anava de Guernica a Amorebieta i Mungia, així com el pas del riu Oka. Des d'aquest baluard els Múgica van acabar controlant l'anteiglesia i altres territoris de Biscaia. També van obtenir el patronatge de la parròquia de San Vicente de Uharte, per tot això la anteiglesia va passar a ser conegut com a Ugarte de Múgica. Així Múgica, és realment el nom del llinatge que va dominar aquesta terra entre els segles xiv i xv.
No obstant això el nom de la família sembla provenir del lloc on van establir la seva casa-torre. Sobre l'origen últim del topònim existeixen dues teories. La primera relaciona Muxika amb altres topònims de la zona que presenten la mateixa terminació -ika: Guernica, Gatika, Ordorika, Gorotzika, etc.; o la similar -aka: Mundaka, Meñaka, etc. Segons aquesta teoria aquest seria un sufix d'origen cèltic, potser un estat més antic de l'actual sufix locatiu -aga. El significat del nom romandria fosc, potser pogués estar relacionat amb algun nom propi. L'altra teoria afirma que Muxika podria tractar-se simplement d'un fitònim, ja que muxika és el nom que rep en euskera el fruit del préssec.